# 大利亞諾 (拉平塔達區)
大利亞諾（西班牙語：Llano Grande），是巴拿馬的城鎮，位於該國中部，由科克萊省的拉平塔達區負責管轄，面積395.5平方公里，海拔高度94米，2010年人口6,901，人口密度每平方公里17.4人。